# Dénes Valéria
Dénes Valéria, 1902-ig Deutsch, asszonynevén Galimberti Sándorné (Budapest, 1877. november 2. – Pécs, 1915. július 18.) magyar festőművész.

## Életpályája
Deutsch (Dénes) Sándor és Abeles Zsófia lánya. Vajda Zsigmond mellett kezdte tanulmányait. Járt Szablya-Frischauf Ferenc festő magániskolájába és Nagybányán is tanult. 1906-tól Párizsba ment, ahol Henri Matisse tanítványa lett. 1911-ben itt lett Galimberti Sándor festő második felesége. Egész működését felölelő gyűjteményes kiállítást rendezett férjével együtt a Nemzeti Szalonban (1914-ben). Az első világháború Párizsban érte, ahonnan az internálás elől Hollandiába menekült férjével. A meneküléssel járó küzdelmek folytán szerzett tüdőgyulladásban halt meg mindössze 37 évesen. Férje ekkor felesége halála fölötti fájdalmában öngyilkos lett. Képein a francia posztimpresszionisták hatása érezhető. A kubista térszerkesztés eredményeit is beépítette festészetébe, férjével a kubizmus első magyar képviselője volt. Párizsi lakásukban hagyott művei elkallódtak.

## Galéria

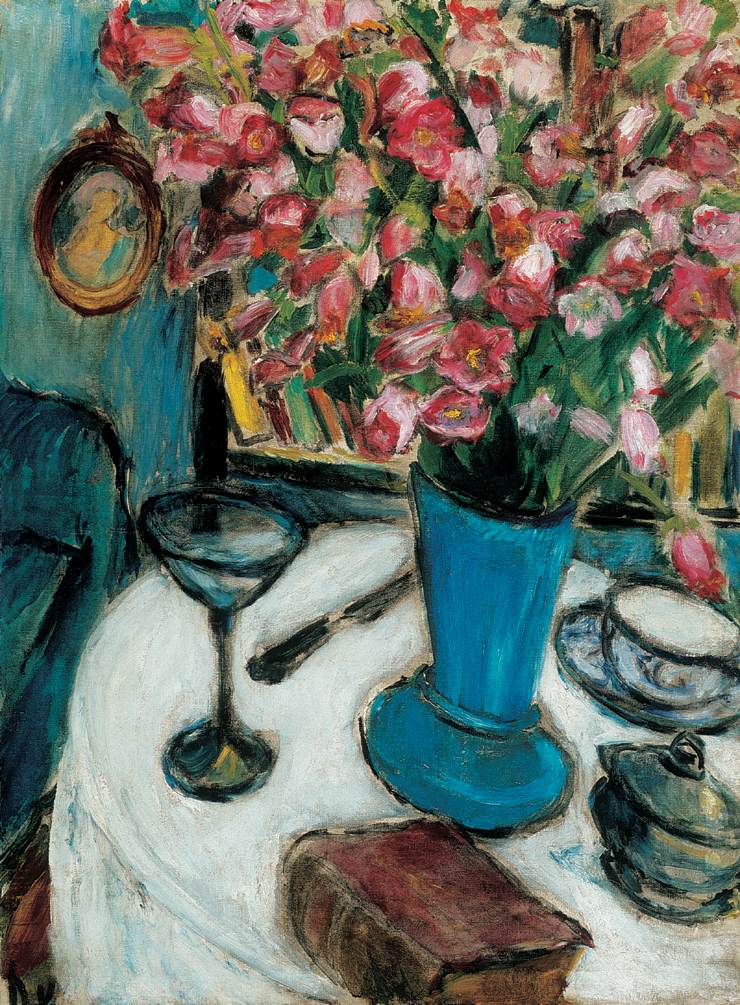
Csendélet virágokkal, 1908–1910
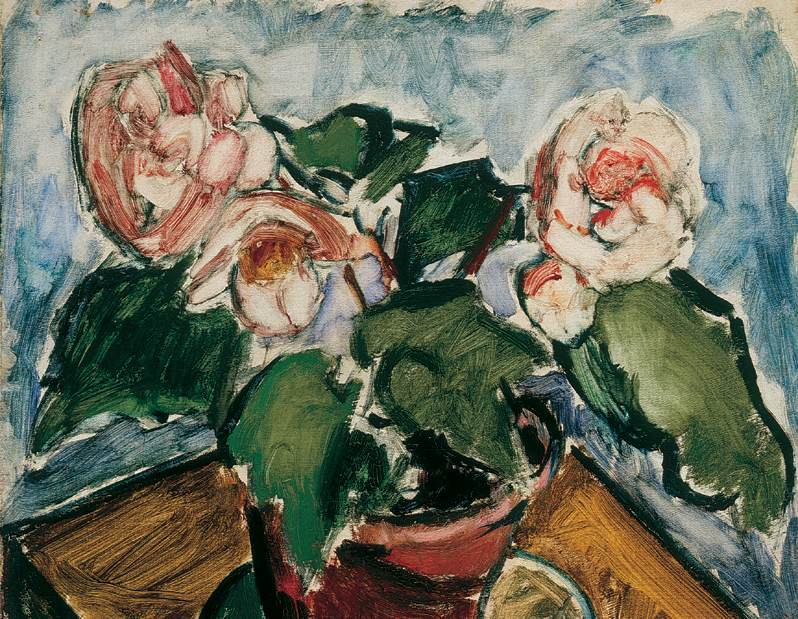
Csendélet virágcseréppel, 1910 k.
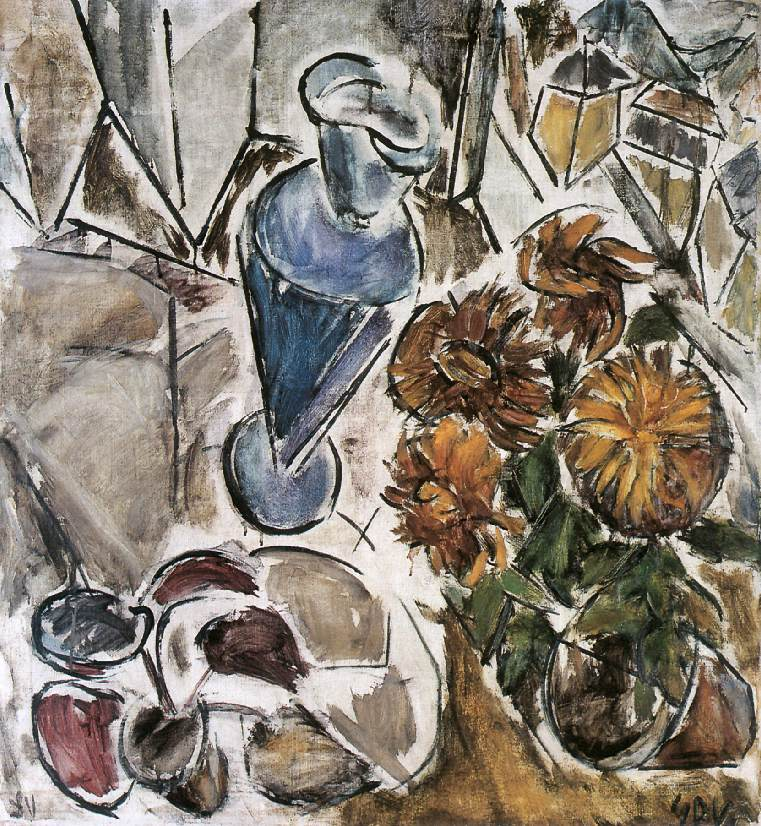
Párizsi háztetők, 1912 k.
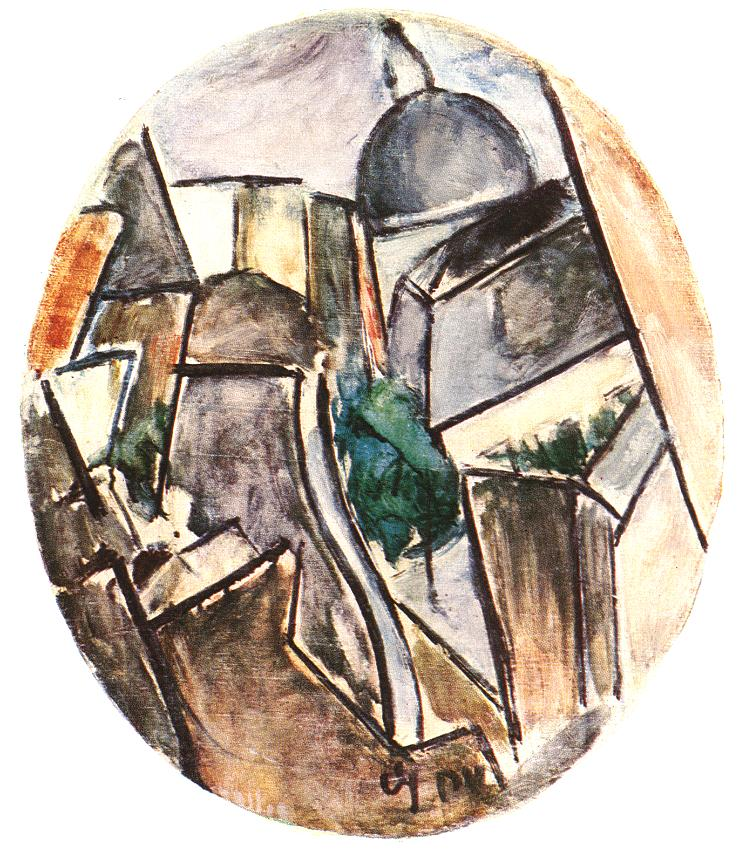
Utca, 1913
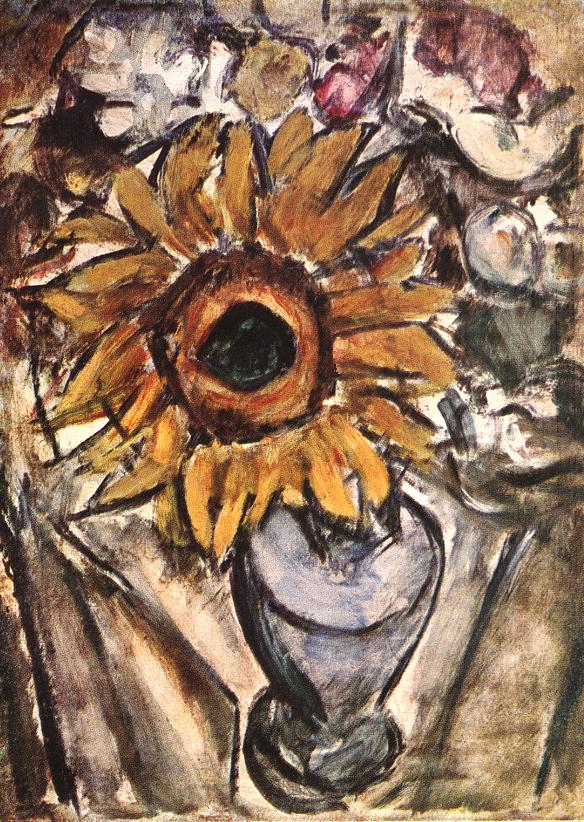
Napraforgó, 1913
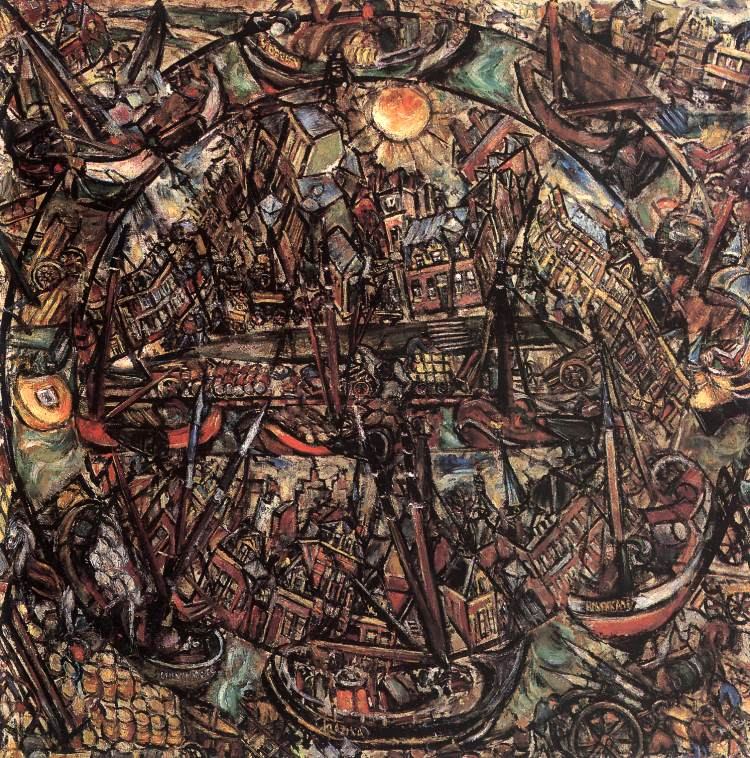
Amszterdam, 1914–1915, világos szignója ellenére a 2024-es kiállításig Galimberti Sándor alkotásaként járta be a világot (Olaj, vászon, 92 x 92,5 cm). Janus Pannonius Múzeum, Pécs
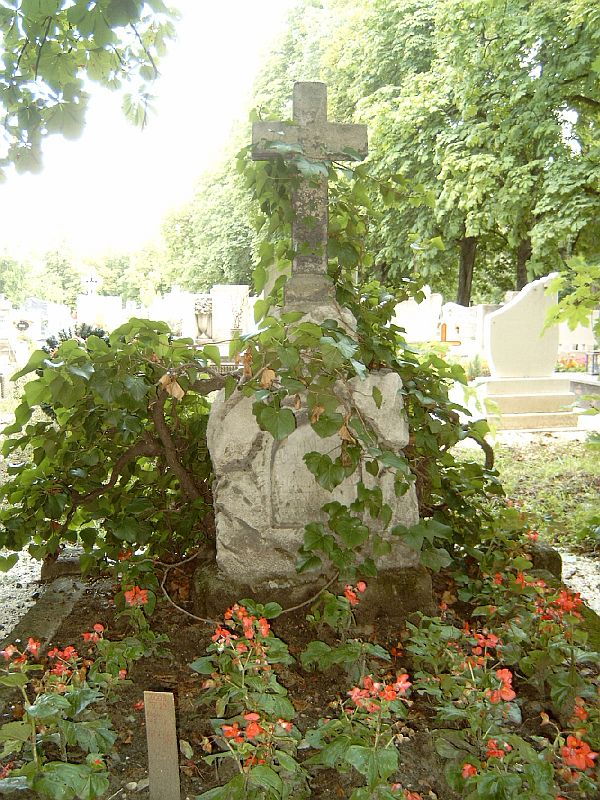
Galimberti Sándorral közös sírja Budapesten. Új köztemető: 111-1-135/136.

## Művei aukciókon, gyűjteményekben
- BudapestAukció adatbázis

## Érdekesség
Az utólag Brugge címet kapott képe végül egy 2019-es árverésen magyar festőművésznő által alkotott műként legdrágábban, száztízmillió forintért kelt el.

„Brugge-i helytörténészek is segítettek: Kelen Anna művészettörténész, a Virág Judit Galéria és Aukciósház munkatársa az Indexnek elmondta: a brugge-i helytörténeti múzeumot is megkeresték, hogy segítsenek azonosítani, hol készült pontosan a kép. Kiderült, hogy lehetetlen megmondani, mert ugyan több épület felismerhető rajta, Dénes Valéria sajátos tömörítése és rálátásos technikája miatt a valóságosnál kisebbnek tűnnek a távolságok.”

– Kiss Eszter: 107 évig lappangott az egyik legdrágább magyar festőnő képe. index.hu, 2019. május 12. (Hozzáférés: 2020. január 29.)